# سوفوس نیلسن
سوفوس نیلسن (دانمارکی: Sophus Nielsen; ۱۵ مارس ۱۸۸۸ – ۶ اوت ۱۹۶۳) بازیکن و مربی فوتبال اهل دانمارک بود.
از باشگاه‌هایی که در آن بازی کرده‌است می‌توان به باشگاه فوتبال هولشتاین کیل اشاره کرد.
وی همچنین در تیم ملی فوتبال دانمارک بازی کرده‌است.